# Cagiva

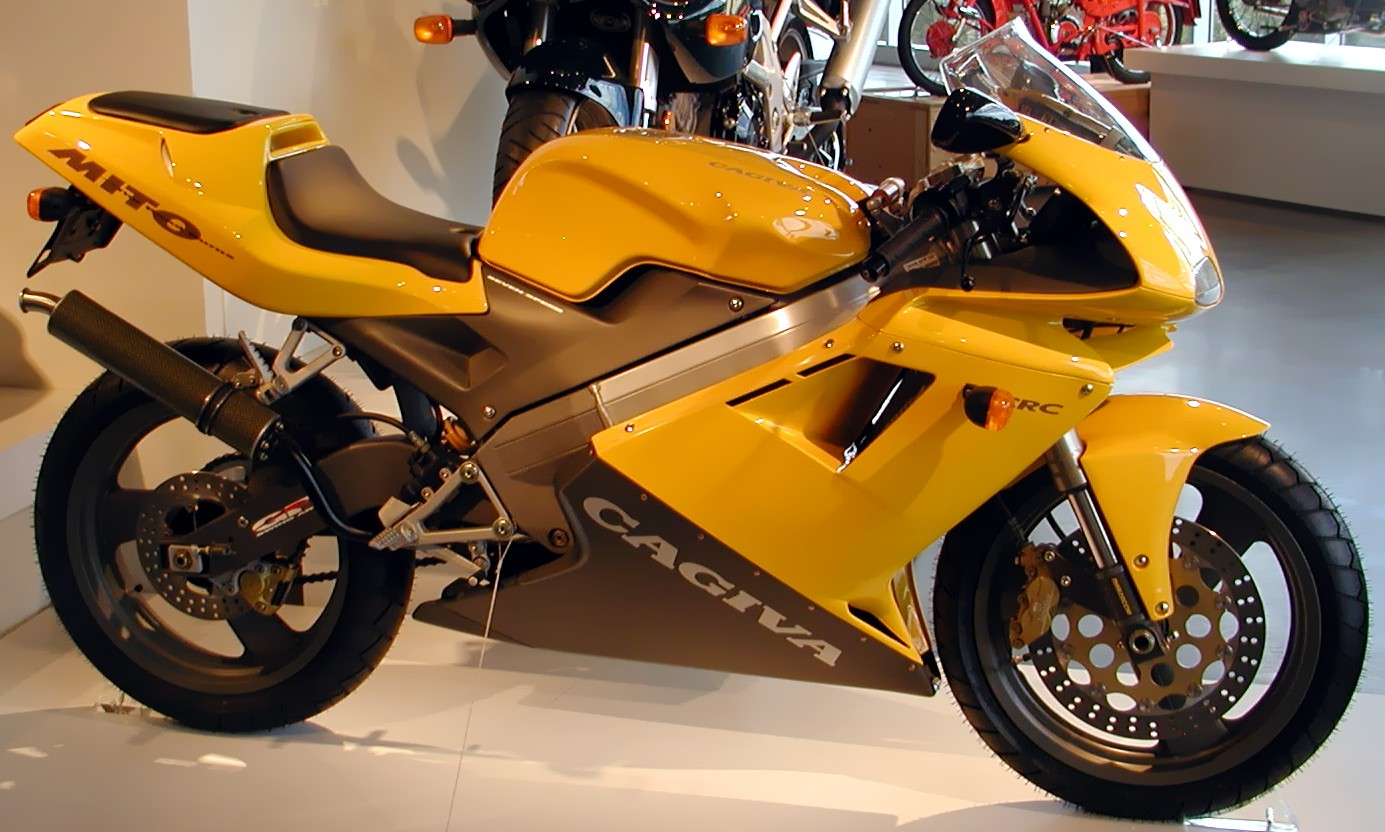
De Cagiva Mito 125 is een zeer snelle lichte tweetakt gericht op de jeugd

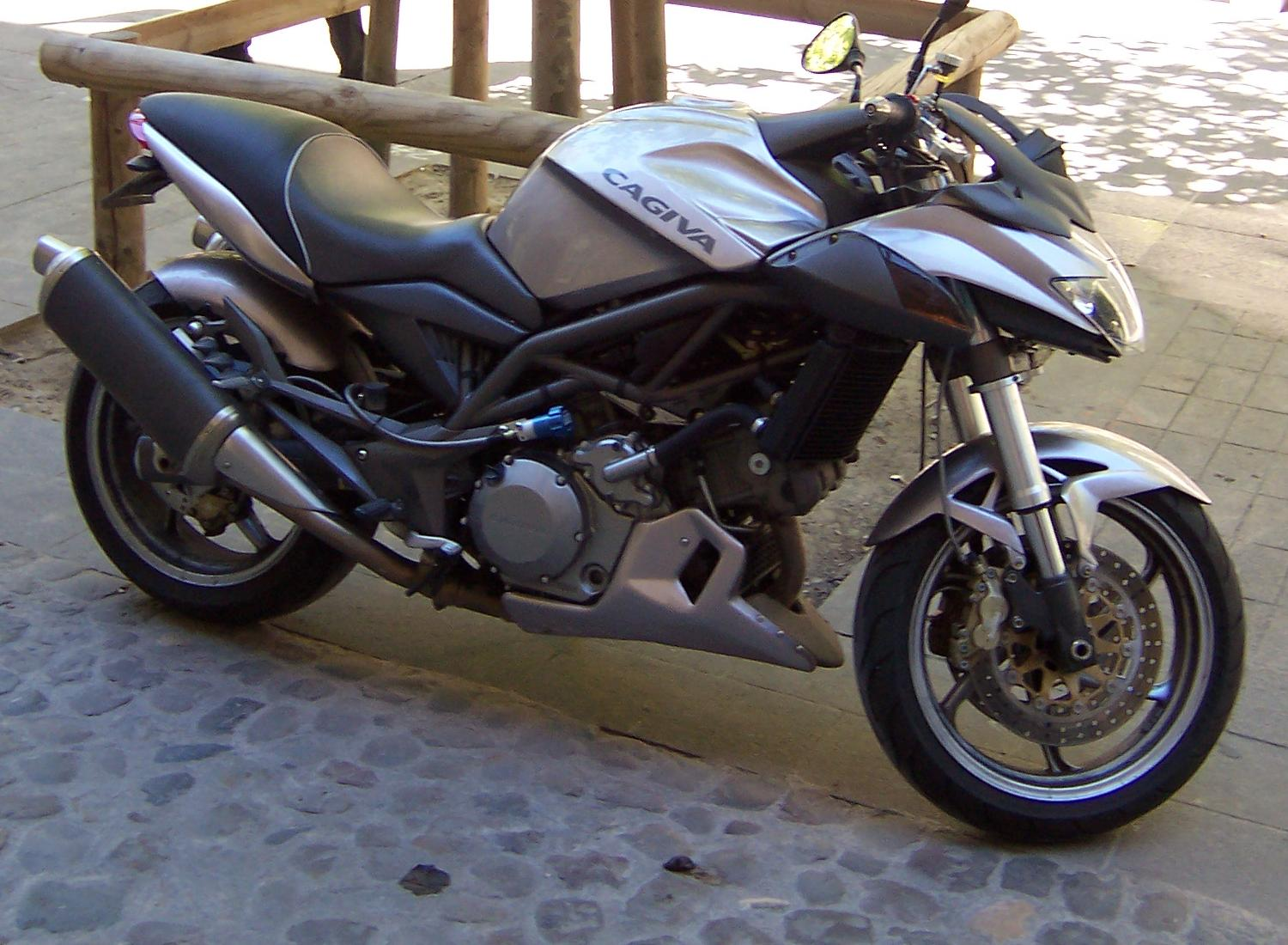
De Cagiva V-Raptor-modellen gebruiken Suzuki V-twin-motorblokken

Cagiva is een Italiaans merk van motorfietsen.
Cagiva: Castiglioni Giovanni Varese, Cagiva Motor S.p.A, Schiranna, Varese (1978-heden) is een in 1928 opgerichte firma die zich in 1978 op de motormarkt begaf met de overname van de Aermacchi-fabriek in Varese die op dat moment eigendom was van Harley-Davidson. De eerste machines gingen HD-Cagiva heten. Er werd aanvankelijk gebruikgemaakt van Aermacchi-blokken.
Na de inlijving van Ducati werden ook daarvan motoren toegepast. Cagiva verbeterde de Ducati-motoren sterk en binnen korte tijd werd Ducati weer een belangrijk merk. Ook Moto Morini, MV Agusta, TGM en Husqvarna werden aan het concern toegevoegd.
Sinds 1985 is Cagiva de grootste motorenproducent buiten Japan. In 1996 nam de Amerikaanse Texas Pacífic Group (TPG) het merendeel van de Ducati-aandelen van Cagiva over, zodat Ducati weer meer zelfstandig werd.
In 1998 werd TPG volledig eigenaar van Ducati en ging men zich concentreren op het merk Cagiva. De namen Husqvarna en MV Agusta zouden aanvankelijk nog slechts als typeaanduiding terugkomen, maar in 1999 werd de bedrijfsnaam officieel MV Agusta S.p.A. Er werden ondertussen ook weer motorfietsen onder de namen MV Agusta en Husqvarna geproduceerd. MV Agusta werd in 2008 overgenomen door Harley-Davidson.
Harley-Davidson loste de schulden van het bedrijf af, herstructureerde het en bracht nieuwe modellen uit, maar moest het noodgedwongen in augustus 2010 alweer terugverkopen aan de familie Castiglioni voor het symbolische bedrag van drie dollar. Daarmee vermeed Harley-Davidson de uitbetaling van aandelen en bespaarde zo 20 tot 30 miljoen dollar.